# Nomad: The Warrior
Nômade: O guerreiro (em cazaque: ´Көшпенділер Köshpendiler; russo: Кочевник Kochevnik) é um filme épico/histórico de 2006, escrito por Rustam Ibragimbekov, com produção executiva de Milos Forman e dirigido por Ivan Passer, Sergei Bodrov e Talgat Temenov. Estreou em 16 de Março de 2006 na América do Norte e foi distribuído pela The Weinstein Company. Foi filmado em duas versões: em cazaque por Temenov, para distribuição no Cazaquistão, e em inglês por Passer e Bodrov para ser distribuído no resto do mundo. O filme foi classificado como R para Violência pela MPAA. O governo do Cazaquistão, atraves de seu Ministério da Cultura investiu 40.000.000 dólares na produção do filme, tornando-o a produção mais cara já feita no país. Isto deu-se no governo de Nursultan Nazarbayev (1990-2019), o 1º presidente do Cazaquistão, um dos grandes incentivadores da cultura naquele país. O Nômade é o registro oficial do Cazaquistão para Melhor Filme em Língua Estrangeira da 79th Academy Awards.

## Elenco
- Kuno Becker ... Mansur
- Jay Hernandez ... Erali
- Jason Scott Lee ... Oraz
- Doskhan Zholzhaksynov ... Galdan Ceren, o Sultão Jungar
- Ayanat Ksenbai ... Gaukhar
- Mark Dacascos ... Sharish
- Ashir Chokubayev ... (Ashir Shokibaev)
- Zhanas Iskakov
- Almaikhan Kenzhebekova
- Tungyshbai Dzhamankulov ... (Tungishbai Zhamankulov)
- Yerik Zholzhaksynov     ...
- Dilnaz Akhmadieva     ...     Hocha
- Termirkhan Tursingaliev     ...
- Asylbolat Ismagulov     ...
- Sabit Orazbaev     ...
- Yergali Urazimbetov     ...     (Ergali Orazimbetov)
- Vladimir Begma     ...
- Aziz Beyshenaliev     ...     Ragbat
- Baiten Omarov     ...
- Aldabek Shalbayev     ...
- Shingiz Krykbaev     ...
- Baikenzhe Belbayev     ...
- Kuman Tastanbekov     ...
- Dimash Rakish     ...
- Nurgali Nursultan     ...
- Kuralai Zhunisbekova     ...
- Zhansaya Saparkhanova     ...     Aigerym (Gaykhar's Younger Sister)